# Команда года PWI
Награда PWI Команда Года, была создана в 1972 году реслинг журналом PWI, этим званием награждается самая лучшая команда года по версии читателей.

## Победители Награды и претенденты на победу
| Год  | Победитель                                                 | Первый претендент                                          | Второй претендент                                      | Третий претендент                                          |
| ---- | ---------------------------------------------------------- | ---------------------------------------------------------- | ------------------------------------------------------ | ---------------------------------------------------------- |
| 1972 | Дик Брюзер и Крашер                                        |                                                            |                                                        |                                                            |
| 1973 | Ник Боквинкель и Рей Стивенс                               |                                                            |                                                        |                                                            |
| 1974 | Джимми и Джонни Вэлиант                                    |                                                            |                                                        |                                                            |
| 1975 | Джин и Оле Андерсон                                        |                                                            |                                                        |                                                            |
| 1976 | Палачи (№ 1 и № 2)                                         | Джин и Оле Андерсон                                        | Шеф Джей Стронгбоу и Билли Белый Волк                  | Джимми и Джонни Вэлиант                                    |
| 1977 | Джин и Оле Андерсон                                        | Профессор Танака и Мистер Фуджи                            | Грег Ганье и Джим Брунзелл                             | Рик Флэр и Грег Валентайн                                  |
| 1978 | Рикки Стимбот и Пол Джонс                                  | Юконские Дровосеки (Юкон Эрик и Юкон Пьер)                 | Майк Грэм и Стив Кейрн                                 | Грег Ганье и Джим Брунзелл                                 |
| 1979 | Иван Путский и Тито Сантана                                | Джерри и Джонни Вэлиант                                    | Пол Джонс и Барон Фон Рашке                            | Грабитель и Марк Левин                                     |
| 1980 | Джимми Снука и Рей Стивенс                                 | Мистер Реслинг и Мистер Реслинг II                         | Дикие Самоанцы (Афа и Сика)                            | Верне Ганье и Бешеный Пёс Вахон                            |
| 1981 | «Потрясающие вольные птицы» (Майкл Хейс и Терри Горди)     | Рик Мартел и Тони Гареа                                    | Мистер Фуджи и Мистер Сайто                            | Грег Ганье и Джим Брунзелл                                 |
| 1982 | Грег Ганье и Джим Брунзелл                                 | Мистер Фуджи и Мистер Сайто                                | «Потрясающие вольные птицы» (Майкл Хейс и Терри Горди) | Оле Андерсон и Стэн Хансен                                 |
| 1983 | Дорожные воины (Ястреб и Зверь)                            | Керри, Кевин и Дэвид Вон Эрих                              | «Потрясающие вольные птицы» (Майкл Хейс и Терри Горди) | Джек и Джерри Бриско                                       |
| 1984 | Дорожные воины (Ястреб и Зверь)                            | Керри, Кевин и Майк Вон Эрих                               | Невероятные (Стэн Лэйн и Стив Кейрн)                   | Экспресс Рок-н-ролла (Рикки Мортон и Роберт Гибсон)        |
| 1985 | Дорожные воины (Ястреб и Зверь)                            | Тед ДиБиаси и Стиви Уильямс                                | Иван и Никита Коловы                                   | Британские Бульдоги (Дэйви Бой Смит и Парень Динамит)      |
| 1986 | Экспресс Рок-н-ролла (Рикки Мортон и Роберт Гибсон)        | Дорожные воины (Ястреб и Зверь)                            | Британские Бульдоги (Дэйви Бой Смит и Парень Динамит)  | Полуночные Рокеры (Шон Майклз и Марти Джаннетти)           |
| 1987 | Полуночный Экспресс (Бобби Итон и Стэн Лэйн)               | Основание Хартов (Брет Харт и Джим Нейдхарт)               | Дорожные воины (Ястреб и Зверь)                        | Экспресс Рок-н-ролла (Рикки Мортон и Роберт Гибсон)        |
| 1988 | Дорожные воины (Ястреб и Зверь)                            | Полуночный Экспресс (Бобби Итон и Стэн Лэйн)               | Разрушение (Экс и Смэш)                                | Брэйнбастеры (Арн Андерсон и Талли Бланшар)                |
| 1989 | Брэйнбастеры (Арн Андерсон и Талли Бланшар)                | Разрушение (Экс и Смэш)                                    | Дорожные воины (Ястреб и Зверь)                        | «Потрясающие вольные птицы» (Майкл Хейс и Терри Горди)     |
| 1990 | Братья Штайнеры (Рик и Скотт)                              | Разрушение (Экс и Смэш)                                    | Смерть (Рон Симмонс и Бутч Рид)                        | Дорожные воины (Ястреб и Зверь)                            |
| 1991 | Двигатели (Арн Андерсон и Ларри Збуско)                    | Легион Ужаса (Ястреб и Зверь)                              | Братья Штайнеры (Рик и Скотт)                          | Джефф Джарретт и Роберт Фуллер                             |
| 1992 | Терри Горди и Стиви Уильямс                                | Стихийные Бедствия (Землетрясение и Тайфун)                | Братья Штайнеры (Рик и Скотт)                          | Барри Виндхам и Дастин Родес                               |
| 1993 | Братья Штайнеры (Рик и Скотт)                              | Голливудские Блондины (Стив Остин и Брайан Пиллман)        | Корпорация Деньги (Тед ДиБиаси и Ирвин Р. Шустер)      | Небесные Тела (Том Причард и Стэн Лэйн)                    |
| 1994 | Противные Парни (Брайан Ноббс и Джерри Сагс)               | Головорезы (Саму и Фату)                                   | Враги Народа (Джонни Грунге и Рокко Рок)               | Экспресс Рок-н-ролла (Рикки Мортон и Роберт Гибсон)        |
| 1995 | Гарлемская Жара (Букер Ти и Стиви Рей)                     | Дымящиеся Ружья (Билли и Барт Ганн)                        | Оуэн Харт и Йокодзуна                                  | Братья Штайнеры (Рик и Скотт)                              |
| 1996 | Гарлемская Жара (Букер Ти и Стиви Рей)                     | Стиратели (Перри Сатурн и Джон Кронус)                     | Братья Штайнеры (Рик и Скотт)                          | Гангстеры (Нью Джек и Мустафа Саед)                        |
| 1997 | Аутсайдеры (Скотт Холл и Кевин Нэш)                        | Братья Штайнеры (Рик и Скотт)                              | Легион Ужаса (Ястреб и Зверь)                          | Лекс Лагер и Гигант                                        |
| 1998 | Преступники Нового Века (Дорожный Пёс и Билли Ганн)        | Роб Ван Дам и Сабу                                         | Мэнкайнд и Каин                                        | Братья Разрушения (Гробовщик и Каин)                       |
| 1999 | Икс-Пак и Каин                                             | Братья Харди (Мэтт и Джефф)                                | Братья Дадли (Бубба Рэй и Ди-Вон)                      | Гарлемская Жара (Букер Ти и Стиви Рей)                     |
| 2000 | Братья Харди (Мэтт и Джефф)                                | Эдж и Кристиан                                             | Братья Дадли (Бубба Рэй и Ди-Вон)                      | КрониК (Брайан Адамс и Брайан Кларк)                       |
| 2001 | Братья Дадли (Бубба Рэй и Ди-Вон)                          | Братья Разрушения (Гробовщик и Каин)                       | Братья Харди (Мэтт и Джефф)                            | Прислужники (Брэдшоу и Фарук)                              |
| 2002 | Билли и Чак                                                | Букер Ти и Голдаст                                         | 3-минутное Предупреждение (Роузи и Джамаль)            | Курт Энгл и Крис Бенуа                                     |
| 2003 | Команда Энгла (Чарли Хаас и Шелтон Бенджамин)              | Самые Разыскиваемые в Америке (Крис Харрис и Джеймс Шторм) | Братья Дадли (Бубба Рэй и Ди-Вон)                      | Лос Гуеррерос (Эдди и Чаво Гуерреро)                       |
| 2004 | Самые Разыскиваемые в Америке (Крис Харрис и Джеймс Шторм) | Сопротивление (Сильван Гренье и Роб Конвэй)                | Братья Дадли (Бубба Рэй и Ди-Вон)                      | Чарли Хаас и Рико                                          |
| 2005 | МНМ (Джои Меркьюри и Джонни Найтро)                        | Натуралы (Чейз Стивенс и Энди Дуглас)                      | Дорожный Воин Зверь и Хайденрайк                       | Самые Разыскиваемые в Америке (Крис Харрис и Джеймс Шторм) |
| 2006 | Эй Джей Стайлз и Кристофер Дэниэлз                         | Пол Лондон и Брайан Кендрик                                | Дегенерация Икс (Трипл Эйч и Шон Майклз)               | Кейн и Биг Шоу                                             |
| 2007 | Пол Лондон и Брайан Кендрик                                | Команда 3D (Brother Ray and Brother Devon)                 | Briscoe Brothers (Jay and Mark Briscoe)                | Deuce 'n Domino                                            |
| 2008 | Beer Money, Inc. (Роберт Руд and James Storm)              | Джон Моррисон и Миз                                        | Наследие (Коди Роудс и Тэд ДиБиаси)                    | The Latin American Xchange (Homicide and Hernandez)        |
| 2009 | Team 3-D (Brother Ray and Brother Devon)                   | Beer Money, Inc. (Robert Roode and James Storm)            | ДжериШоу (Крис Джерико и Биг Шоу)                      | D-Generation X (Шон Майклз и Triple H)                     |